# Уайлдер, Алан
А́лан Чарльз Уа́йлдер (англ. Alan Charles Wilder; род. 1 июня 1959, Хаммерсмит) — британский композитор, музыкант, саунд-продюсер. Наиболее известен как клавишник группы Depeche Mode с 1982 по 1995 года. В 2020 году был введен в Зал славы рок-н-ролла как участник группы Depeche Mode. Он музыкант с классическим образованием.

## Биография
Родился 1 июня 1959 года в Хаммерсмите (одном из районов Западного Лондона). Он начал играть на фортепиано в возрасте восьми лет, благодаря поддержке своих родителей. Позже он выучился игре на флейте в средней школе Сент-Клемент-Дейнс и стал ведущим музыкантом в школьном оркестре. После школы Алан работал ассистентом студии в DJM Studios. Это привело к тому, что он начал работать с такими группами, как The Dragons и Dafne & the Tenderspots. С 1982 по 1995 год был участником известной британской электро-рок-группы Depeche Mode. С 1986 года работает также над собственным проектом Recoil. Владеет музыкальными инструментами: фортепиано, флейта, барабаны. Увлекается современными технологиями производства музыки. Живёт в собственном имении в Эссексе, Великобритания. Там же находится его домашняя студия The Thin Line, где и проходит работа над альбомами Recoil. Разведён. Бывшая супруга: Хепсиба Сесса (англ. Hepzibah Sessa). Дети: Пэрис (1997), Стэнли Дюк (2001), Клара Лейк (2012) Уайлдеры.
17 февраля 2010 года Алан принял участие в совместном с Depeche Mode благотворительном концерте в Альберт Холле в помощь детям, больных раком. Это было первое за последние почти 16 лет выступление с Depeche Mode, после того как Алан покинул группу. По словам Алана:

Дэйв связался со мной несколько недель назад, и спросил, готов ли я присоединиться к ним на сцене. Он заверил меня, что все в группе одобряют эту идею. Я был очень рад принять это предложение, тем более, что это было благое дело, и мы уже давно не устраивали встреч подобного рода. Было приятно увидеть всех снова.
Оригинальный текст (англ.)"Dave contacted me a few weeks back and asked if I'd be willing to join them on-stage. He assured me that everyone in the band was into the idea. I was very happy to accept, especially as it was all in a good cause and we were long overdue some kind of reunion of this sort. It was great to see everyone again and catch up a bit, and it was also the first time I have actually 'seen' Depeche Mode perform!"
— Alan appears on stage with Depeche Mode
Несколько позже, почти спустя полтора года, Алан создал ремикс на трек «In Chains» с альбома «Sounds of the Universe» для сборника «Remixes 2: 81-11». Микс отличается сменой общего настроения, от резких и «натянутых» фильтров до сочетания простейших и успокаивающих рояльных аккордов с вокалом Гора.